# Claudia Tenney
Claudia Tenney, född 4 februari 1961 i New Hartford, New York, är en amerikansk republikansk politiker. Hon var ledamot av USA:s representanthus 2017–2019 och är det återigen från 2021.
Tenney avlade 1983 kandidatexamen vid Colgate University och 1987 juristexamen vid University of Cincinnati. I kongressvalet 2016 blev Tenney invald med 47 procent av rösterna mot 40,4 procent för demokraten Kim Myers och 12,6 procent för Martin Babinec. I samband med valkampanjen grundade Babinec ett eget parti, Upstate Jobs Party.
Hon är skild från Wayne R. Cleary, Jr. med vilken hon har en son.